# العلاقات الغابونية الناميبية
العلاقات الغابونية الناميبية هي العلاقات الثنائية التي تجمع بين الغابون وناميبيا.

## مقارنة بين البلدين
هذه مقارنة عامة ومرجعية للدولتين:
| وجه المقارنة                                              | الغابون                        | ناميبيا      |
| --------------------------------------------------------- | ------------------------------ | ------------ |
| المساحة (كم2)                                             | 267.67 ألف                     | 825.62 ألف   |
| عدد السكان (نسمة)                                         | 2.03 مليون                     | 2.53 مليون   |
| الكثافة السكانية (ن./كم²)                                 | 7.58                           | 3.06         |
| العاصمة                                                   | ليبرفيل                        | ويندهوك      |
| اللغة الرسمية                                             | لغة فرنسية                     | لغة إنجليزية |
| العملة                                                    | فرنك وسط أفريقي                | دولار ناميبي |
| الناتج المحلي الإجمالي (بليون دولار)                      | 14.62 مليار                    | 13.24 مليار  |
| الناتج المحلي الإجمالي (تعادل القوة الشرائية) بليون دولار | 34.65 مليار                    | 25.60 مليار  |
| الناتج المحلي الإجمالي الاسمي للفرد دولار أمريكي          | 8.27 ألف                       | 4.67 ألف     |
| الناتج المحلي الإجمالي للفرد دولار أمريكي                 | 19.43 ألف                      | 9.96 ألف     |
| مؤشر التنمية البشرية                                      | 0.684                          | 0.628        |
| رمز المكالمات الدولي                                      | +241                           | +264         |
| رمز الإنترنت                                              | .ga                            | .na          |
| المنطقة الزمنية                                           | ت ع م+01:00، توقيت غرب أفريقيا | ت ع م+02:00  |

## منظمات دولية مشتركة
يشترك البلدان في عضوية مجموعة من المنظمات الدولية، منها:
| علم المنظمة | اسم المنظمة                                 | تاريخ انضمام الغابون | تاريخ انضمام ناميبيا |
| ----------- | ------------------------------------------- | -------------------- | -------------------- |
|             | البنك الدولي للإنشاء والتعمير               | 10 سبتمبر 1963       | 25 سبتمبر 1990       |
|             | يونسكو                                      | 16 نوفمبر 1960       | 2 نوفمبر 1978        |
|             | مؤسسة التمويل الدولية                       | 20 أكتوبر 1970       | 25 سبتمبر 1990       |
|             | منظمة حظر الأسلحة الكيميائية                | ?                    | ?                    |
|             | منظمة التجارة العالمية                      | ?                    | ?                    |
|             | الاتحاد الأفريقي                            | ?                    | ?                    |
|             | الاتحاد البريدي العالمي                     | ?                    | ?                    |
|             | وكالة ضمان الاستثمار متعدد الأطراف          | 26 مارس 2003         | 25 سبتمبر 1990       |
|             | الاتحاد الدولي للاتصالات                    | 28 ديسمبر 1960       | 25 يناير 1984        |
|             | منظمة الشرطة الجنائية الدولية               | ?                    | ?                    |
|             | الأمم المتحدة                               | 20 سبتمبر 1960       | 23 أبريل 1990        |
|             | مجموعة دول أفريقيا والكاريبي والمحيط الهادئ | ?                    | ?                    |
|             | البنك الإفريقي للتنمية                      | ?                    | ?                    |